# European Touring Car Cup 2011
European Touring Car Cup 2011 var det sjunde året med den europeiska standardvagnscupen, European Touring Car Cup. Under 2010 körde man tre tävlingshelger, men till 2011 gick man tillbaka till det gamla systemet, med bara en tävlingshelg under året. Tävlingarna gick på österrikiska Salzburgring den 24 juli, vilket var mycket tidigare än när man senast körde en tävlingshelg per år. Super 2000-klassen vanns av Fabrizio Giovanardi, Super Production av Aleksandar Tošić och Super 1600 av Thomas Mühlenz.

## Tävlingskalender
| Race | Datum   | Bana         | Pole Position       | Snabbaste varv | Segrare (S2000)     | Segrare (SP)     | Segrare (S1600) |
| ---- | ------- | ------------ | ------------------- | -------------- | ------------------- | ---------------- | --------------- |
| 1    | 24 juli | Salzburgring | Fabrizio Giovanardi | Tomas Engström | Fabrizio Giovanardi | Aleksandar Tošić | Thomas Mühlenz  |
| 2    | 24 juli | Salzburgring |                     | Tomas Engström | Pepe Oriola         | Aleksandar Tošić | Thomas Mühlenz  |

## Team och förare
| Bilmärke                  | Team                        | Nr | Förare               | Klass |
| ------------------------- | --------------------------- | -- | -------------------- | ----- |
| Chevrolet Cruze LT        | Chevrolet Motorsport Sweden | 2  | Michel Nykjær        | S2000 |
| Honda Accord Euro R       | Hartmann Honda Racing       | 4  | Fabrizio Giovanardi  | S2000 |
| Honda Accord Euro R       | Hartmann Honda Racing       | 5  | Wolfgang Treml       | S2000 |
| SEAT León 2.0 TDi         | SUNRED Engineering          | 6  | Pepe Oriola          | S2000 |
| Honda Civic FD            | Rikli Motorsport            | 8  | Peter Rikli          | S2000 |
| Honda Accord Euro R       | Rikli Motorsport            | 9  | Christian Fischer    | S2000 |
| BMW 320si                 | Scuderia Proteam Motorsport | 10 | Mehdi Bennani        | S2000 |
| BMW 320si                 | Borusan Otomotiv Motorsport | 13 | İbrahim Okyay        | S2000 |
| BMW 320si                 | Thate Motorsport            | 14 | Jens-Guido Weimann   | S2000 |
| Audi A4                   | K&K Motorsport              | 15 | Andreas Kast         | S2000 |
| Honda Accord Euro R       | Seco Tools Racing Team      | 17 | Tomas Engström       | S2000 |
| BMW 320i                  | F Motorsport                | 22 | Fabio Fabiani        | SuPro |
| Honda Civic Type-R        | AK Djelmas Sport            | 23 | Aleksandar Tosić     | SuPro |
| Mitsubishi Carisma 1.8GDI | Pro East Racing             | 24 | Niek Oude Luttikhuis | SuPro |
| Ford Fiesta 1.6 16V       | ATM Racing                  | 32 | Ulrike Krafft        | S1600 |
| Ford Fiesta ST            | ATM Racing                  | 33 | Klaus Bingler        | S1600 |
| Ford Fiesta 1.6 16V       | ATM Racing                  | 34 | Igor Skuz            | S1600 |
| Ford Fiesta ST            | GENA Autosport              | 35 | Erwin Lukas          | S1600 |
| Ford Fiesta ST (LPG)      | Roscher Racing              | 37 | Thomas Mühlenz       | S1600 |

| Ikon  | Klass            |
| ----- | ---------------- |
| S2000 | Super 2000       |
| SuPro | Super Production |
| S1600 | Super 1600       |

- Överstrukna förare var anmälda, men kom aldrig till start.

## Slutställning
| Pl.              | Förare              | Race 1     | Race 2     | Pts        |
| Super 2000       | Super 2000          | Super 2000 | Super 2000 | Super 2000 |
| ---------------- | ------------------- | ---------- | ---------- | ---------- |
| 1                | Fabrizio Giovanardi | 1          | 2          | 21         |
| 2                | Pepe Oriola         | 2          | 1          | 20         |
| 3                | Tomas Engström      | 3          | 3          | 13         |
| 4                | Wolfgang Treml      | 6          | 4          | 8          |
| 5                | Mehdi Bennani       | 4          | 15         | 6          |
| 6                | Peter Rikli         | 8          | 5          | 5          |
| 7                | Ibrahim Okyay       | 5          | Ret        | 4          |
| 8                | Andreas Kast        | 9          | 6          | 3          |
| 9                | Jens-Guido Weimann  | 7          | Ret        | 2          |
| 9                | Christian Fischer   | Ret        | 7          | 2          |
|                  | Michel Nykjær       | Ret        | Ret        | 0          |
| Super Production |                     |            |            |            |
| 1                | Aleksandar Tošić    | 11         | 8          | 23         |
| 2                | Fabio Fabiani       | 15         | 14         | 16         |
| Super 1600       |                     |            |            |            |
| 1                | Thomas Mühlenz      | 10         | 9          | 23         |
| 2                | Ulrike Krafft       | 12         | 10         | 18         |
| 3                | Erwin Lukas         | 13         | 12         | 11         |
| 4                | Klaus Bingler       | 14         | 13         | 9          |
| 5                | Igor Skuz           | Ret        | 11         | 7          |
| Pl.              | Förare              | Race 1     | Race 2     | Pts        |

| Färg   | Tecken                 | Betydelse              |
| ------ | ---------------------- | ---------------------- |
| Guld   | 1                      | Segrare                |
| Silver | 2                      | Tvåa                   |
| Brons  | 3                      | Trea                   |
| Grön   | Placering (med poäng)  | Placering (med poäng)  |
| Blå    | Placering (utan poäng) | Placering (utan poäng) |
| Blå    | NC                     | Ej klassificerad       |
| Lila   | DNF                    | Avslutade ej           |
| Lila   | RET                    | Avbröt tävlingen       |
| Röd    | DNQ                    | Ej kvalificerad        |
| Röd    | DNPQ                   | Ej för-kvalificerad    |
| Röd    | DNA                    | Icke närvarande        |
| Svart  | DSQ                    | Diskvalificerad        |
| Vit    | DNS                    | Startade ej            |
| Vit    | WD                     | Drog sig ur            |
| Vit    | C                      | Racet inställt         |
| Blank  | DE                     | Deltog ej              |
| Blank  | EX                     | Utesluten              |